# سپاه زرهی پاکستان
سپاه زرهی پاکستان (انگلیسی: Pakistan Army Armoured Corps) یک شاخه نظامی-اداری و ترکیبی از خدمات تسلیحاتی نیروی زمینی پاکستان است.
این سپاه که مقر آن در نوشرا، ایالت خیبر پختونخوا در پاکستان است، از سال ۲۰۲۳ توسط سرلشکر ظفر مروت فرماندهی می‌شود.
سپاه زرهی ارتش پاکستان به عنوان یک سپاه اداری از یک سوم پرسنل و دارایی‌های سپاه زرهی هند ارتش بریتانیا تشکیل شد، که در آن شش هنگ وجود داشت که اساس سپاه زرهی را تشکیل می‌دادند.
در سال‌های اولیه، افسران نیروی زمینی بریتانیا نقش مهمی در اجرای عملیات نظامی از اردوگاه نوشرا ایفا کردند که تا به امروز ستاد سپاه زرهی باقی مانده است. تا سال ۱۹۵۶، دستورالعمل‌های آموزشی و میدانی بر اساس ارتش بریتانیا بود، اما بعداً دستورالعمل‌ها و آموزش‌های میدانی نیروی زمینی ایالات متحده آمریکا را اتخاذ کرد که همچنان توسط مدرسه آموزشی سپاه زرهی اجرا می‌شود. مدرسه زرهی و جنگ مکانیزه، دانشجویان و افسران را برای عضویت در سپاه زرهی در اردوگاه نوشرا آموزش می‌دهد. فرماندهی سپاه زرهی بر عهده یک سرلشکر است که بطور مستقیم زیر نظر رئیس ستاد نیروی زمینی پاکستان در راولپندی کار می‌کند.
سپاه زرهی فقط کنترل اداری بر تیپ‌های ضربتی رزمی خود دارد و این تیم‌های در سطح تیپ، در تعدادی از سپاه‌های مانور ضربتی برای دفاع از مرزهای ملی پاکستان در برابر تهدیدات خارجی به کار گرفته می‌شوند.
تا سال ۲۰۰۱، سپاه زرهی بر مقابله با پیشروی‌های هند در شرق متمرکز بود، اما بعداً منافع خود را در مرز غربی مستقر کرد تا از تهدیدات خارجی ناشی از افغانستان جلوگیری کند.
در سال ۲۰۱۲، سازمان سیا با استفاده از تصاویر ماهواره‌ای تخمین زد که ۳۲ هنگ زرهی در ارتش پاکستان وجود دارد، از جمله دو هنگ شناسایی زرهی. اکثر این واحدها در نزدیکی مرز با هند فعالیت می‌کردند.